# 히라마쓰 마사지
히라마쓰 마사지(일본어: 平松 政次, 1947년 9월 19일 ~ )는 일본의 전 프로 야구 선수이자 야구 해설가·평론가이다.
면도기 슈토(カミソリシュート)라는 별명을 가질 정도로 굉장한 선명도를 자랑하는 슈토를 무기로 다이요 웨일스에서 18년 동안 투수로 활약했다. 애칭은 면도기 히라마쓰(カミソリ平松)이며, 감기를 자주 일으킨 데다가 고장이 많았던 탓인지 유리의 히라마쓰(유리의 에이스)(ガラスの平松(ガラスのエース)라고도 불렸다.
한편, 다이요(요코하마 DeNA) 포함에서는 본인(히라마쓰)의 활약 이후 27번이 '에이스 넘버'로 통하나 대부분 포수들이 착용한다.

## 상세 정보

### 출신 학교
- 오카야마 현립 오카야마히가시 상업고등학교

### 선수 경력
사회인 시대
- 닛폰 석유 (1966년)

프로팀 경력
- 다이요 웨일스·요코하마 다이요 웨일스(1967년 ~ 1984년)

### 기타 경력
- 현역 은퇴 후 후지 TV, 닛폰 방송(1985년 ~ 2005년까지), TV 가나가와의 야구 해설자를 맡음

### 수상·타이틀 경력

#### 타이틀
- 다승왕 : 2회(1970년, 1971년)
- 최우수 평균 자책점 : 1회(1979년)
- 최다 선발승 : 2회(1970년 21,1971년 15)

#### 수상
- 사와무라 에이지상 : 1회(1970년)
- 최우수 투수 : 2회(1970년, 1971년)
- 베스트 나인 : 2회(1970년, 1971년)

### 개인 기록

#### 첫 기록
- 첫 등판·첫 선발 : 1967년 8월 16일, 대 히로시마 카프 19차전(가와사키 구장), 5이닝 1실점
- 첫 탈삼진 : 상동, 4회초에 후지이 히로무로부터
- 첫 승리·첫 선발 승리·첫 완봉 승리 : 1967년 8월 20일, 대 산케이 아톰스 20차전(현영 미야기 구장)
- 첫 세이브 : 1974년 5월 19일, 대 요미우리 자이언츠 6차전(가와사키 구장), 6회초 2사에 3번째 투수로서 구원 등판·마무리, 3과 1/3이닝 3실점

#### 기록 달성 경력
- 통산 100승 : 1974년 6월 1일, 대 주니치 드래곤스 6차전(삿포로 시 마루야마 구장), 7회초에 2번째 투수로서 구원 등판·마무리, 3이닝 1실점 ※역대 61번째
- 통산 100선발승 : 1976년 9월 5일, 대 주니치 드래곤스 23차전(가와사키 구장)
- 통산 1000탈삼진 : 1974년 10월 3일, 대 주니치 드래곤스 22차전(주니치 스타디움), 5회말에 히로세 오사무로부터 ※역대 50번째
- 통산 150승 : 1978년 6월 3일, 대 주니치 드래곤스 10차전(삿포로 시 마루야마 구장), 9이닝 1실점으로 완투 승리 ※역대 30번째
- 통산 150선발승 : 1982년 5월 5일, 대 주니치 드래곤스 5차전(나고야 구장)
- 통산 1500탈삼진 : 1978년 9월 9일, 대 주니치 드래곤스 24차전(요코하마 스타디움), 7회초에 프레드 쿠하우루아로부터 ※역대 25번째
- 통산 500경기 등판 : 1979년 5월 26일, 대 요미우리 자이언츠 7차전(이시카와 현립 야구장), 선발 등판으로 7이닝 4실점에서 승리 투수 ※역대 38번째
- 통산 600경기 등판 : 1983년 6월 23일, 대 한신 타이거스 13차전(한신 고시엔 구장), 선발 등판으로 2와 2/3이닝 9실점에서 패전 투수
- 통산 200승 : 1983년 10월 21일, 대 요미우리 자이언츠 25차전(고라쿠엔 구장), 선발 등판으로 5와 1/3이닝 1실점 완투 승리(우천 콜드) ※역대 19번째
- 통산 2000탈삼진 : 1984년 5월 10일, 대 히로시마 도요 카프 5차전(요코하마 스타디움), 3회초에 야마네 가즈오로부터 ※역대 10번째

#### 기타
- 올스타전 출장 : 8회(1969년 ~ 1974년, 1976년, 1980년)
- 통산 홈런 : 25개(투수로서는 역대 4위 기록)
- 통산 승리 : 201승(구단 기록)
- 통산 완투 : 145회(구단 기록)
- 통산 몸에 맞는 볼 : 120개(센트럴 리그 기록)

### 등번호
- 3(1967년)
  - 나가시마 시게오를 동경해 야구를 시작한 것도 있어서 나가시마와 같은 숫자였다. 일본에서는 투수가 거의 사용하지 않는 등번호이며, 매우 드문 예이다.
- 27(1968년 ~ 1984년)

### 연도별 투수 성적
| 연 도       | 소 속       | 등 판 | 선 발 | 완 투 | 완 봉 | 무 4 구 | 승 리 | 패 전 | 세 이 브 | 홀 드 | 승 률 | 타 자 | 이 닝  | 피 안 타 | 피 홈 런 | 볼 넷 | 고 4 | 몸 맞 | 탈 삼 진 | 폭 투 | 보 크 | 실 점 | 자 책 점 | 평 자 책 | W H I P |
| ----------- | ----------- | ----- | ----- | ----- | ----- | ------- | ----- | ----- | -------- | ----- | ----- | ----- | ------ | -------- | -------- | ----- | ---- | ----- | -------- | ----- | ----- | ----- | -------- | -------- | ------- |
| 1967년      | 다이요      | 16    | 10    | 2     | 2     | 1       | 3     | 4     | --       | --    | .429  | 291   | 70.1   | 66       | 13       | 14    | 1    | 3     | 42       | 2     | 1     | 31    | 28       | 3.60     | 1.14    |
| 1968년      | 다이요      | 51    | 13    | 2     | 1     | 1       | 5     | 12    | --       | --    | .294  | 531   | 120.1  | 119      | 14       | 54    | 0    | 7     | 77       | 4     | 0     | 71    | 57       | 4.28     | 1.44    |
| 1969년      | 다이요      | 57    | 25    | 8     | 5     | 1       | 14    | 12    | --       | --    | .538  | 991   | 245.2  | 215      | 24       | 56    | 4    | 14    | 157      | 3     | 1     | 78    | 70       | 2.56     | 1.10    |
| 1970년      | 다이요      | 51    | 38    | 23    | 6     | 5       | 25    | 19    | --       | --    | .568  | 1279  | 332.2  | 226      | 18       | 68    | 6    | 13    | 182      | 1     | 2     | 80    | 72       | 1.95     | 0.88    |
| 1971년      | 다이요      | 43    | 32    | 11    | 3     | 1       | 17    | 13    | --       | --    | .567  | 1112  | 279.0  | 211      | 18       | 82    | 5    | 10    | 153      | 3     | 2     | 78    | 69       | 2.23     | 1.05    |
| 1972년      | 다이요      | 41    | 26    | 10    | 0     | 2       | 13    | 15    | --       | --    | .464  | 998   | 243.2  | 211      | 32       | 84    | 8    | 11    | 118      | 4     | 0     | 111   | 93       | 3.43     | 1.21    |
| 1973년      | 다이요      | 49    | 19    | 9     | 1     | 2       | 17    | 11    | --       | --    | .607  | 842   | 207.2  | 180      | 15       | 56    | 8    | 4     | 110      | 0     | 0     | 78    | 70       | 3.03     | 1.14    |
| 1974년      | 다이요      | 46    | 30    | 12    | 1     | 0       | 15    | 16    | 2        | --    | .484  | 1004  | 243.2  | 222      | 37       | 74    | 4    | 7     | 175      | 2     | 1     | 112   | 99       | 3.65     | 1.21    |
| 1975년      | 다이요      | 28    | 22    | 9     | 1     | 0       | 12    | 10    | 2        | --    | .545  | 696   | 172.1  | 145      | 25       | 50    | 1    | 6     | 134      | 1     | 0     | 71    | 62       | 3.24     | 1.13    |
| 1976년      | 다이요      | 41    | 35    | 16    | 2     | 1       | 13    | 17    | 2        | --    | .433  | 1089  | 260.1  | 227      | 40       | 95    | 7    | 9     | 170      | 0     | 0     | 121   | 110      | 3.81     | 1.24    |
| 1977년      | 다이요      | 32    | 21    | 10    | 2     | 0       | 10    | 9     | 1        | --    | .526  | 723   | 166.0  | 182      | 25       | 50    | 3    | 6     | 105      | 2     | 0     | 75    | 73       | 3.96     | 1.40    |
| 1978년      | 다이요      | 36    | 15    | 4     | 0     | 0       | 10    | 5     | 7        | --    | .667  | 622   | 146.2  | 142      | 18       | 49    | 3    | 7     | 83       | 1     | 0     | 73    | 64       | 3.92     | 1.30    |
| 1979년      | 다이요      | 30    | 25    | 11    | 3     | 2       | 13    | 7     | 1        | --    | .650  | 784   | 196.0  | 155      | 20       | 50    | 4    | 6     | 138      | 4     | 0     | 58    | 52       | 2.39     | 1.05    |
| 1980년      | 다이요      | 30    | 29    | 9     | 0     | 0       | 10    | 11    | 0        | --    | .476  | 855   | 199.1  | 227      | 26       | 57    | 4    | 6     | 107      | 1     | 1     | 108   | 95       | 4.30     | 1.42    |
| 1981년      | 다이요      | 17    | 16    | 4     | 0     | 0       | 6     | 7     | 1        | --    | .462  | 464   | 110.2  | 109      | 9        | 31    | 2    | 3     | 70       | 1     | 0     | 45    | 43       | 3.49     | 1.27    |
| 1982년      | 다이요      | 25    | 25    | 1     | 0     | 0       | 9     | 10    | 0        | --    | .474  | 603   | 140.1  | 150      | 15       | 31    | 1    | 5     | 83       | 1     | 0     | 65    | 62       | 3.99     | 1.29    |
| 1983년      | 다이요      | 23    | 22    | 4     | 1     | 1       | 8     | 8     | 0        | --    | .500  | 577   | 131.0  | 136      | 14       | 53    | 4    | 1     | 83       | 2     | 0     | 67    | 57       | 3.92     | 1.44    |
| 1984년      | 다이요      | 19    | 18    | 0     | 0     | 0       | 1     | 10    | 0        | --    | .091  | 430   | 95.0   | 114      | 11       | 36    | 2    | 2     | 58       | 0     | 1     | 63    | 60       | 5.68     | 1.58    |
| 통산 : 18년 | 통산 : 18년 | 635   | 421   | 145   | 28    | 17      | 201   | 196   | 16       | --    | .506  | 13891 | 3360.2 | 3037     | 374      | 990   | 67   | 120   | 2045     | 32    | 9     | 1385  | 1236     | 3.31     | 1.20    |

- 굵은 글씨는 시즌 최고 성적